# Acacia quornensis
Acacia quornensis é uma espécie de leguminosa do gênero Acacia, pertencente à família Fabaceae.